# Václav Kozák
Václav Kozák (ur. 14 kwietnia 1937 we wsi Vrbno nad Lesy, zm. 15 marca 2004 w Terezinie) – czeski wioślarz reprezentujący Czechosłowację, mistrz olimpijski.
Wystąpił na igrzyskach olimpijskich w Rzymie w 1960, gdzie wspólnie z Pavlem Schmidtem zdobył złoty medal w dwójkach podwójnych. W wyścigu finałowym o 2,99 sekundy wyprzedzili osadę ZSRR i o 3,09 sekundy osadę Szwajcarii. Na rozgrywanych cztery lata później igrzyskach olimpijskich w Tokio startował w jedynkach, zajmując ostatecznie dwunaste miejsce. Brał też udział w igrzyskach olimpijskich w Meksyku w 1968, gdzie rywalizację w jedynkach ukończył na dziewiątej pozycji. 
W parze ze Schmidtem zdobył także srebro na mistrzostwach Europy w Mâcon (1959) i brąz na mistrzostwach Europy w Pradze (1961). Ponadto Kozák wywalczył złoto w jedynkach na mistrzem Europy w jedynkach na mistrzostwach Europy w Kopenhadze (1963) oraz brąz w czwórkach ze sternikiem na mistrzostwach Europy w Duisburgu (1965).
Odniósł ponad 170 zwycięstw w regatach krajowych i międzynarodowych; w 1963 został uznany za najlepszego sportowca Czechosłowacji. Od 1969 pracował jako trener wioślarstwa. Służył w Czechosłowackiej Armii Ludowej do rezerwy przeszedł w stopniu podpułkownika. Odznaczony tytułami Zasłużonego Mistrza Sportu i Zasłużonego Trenera. Pod koniec życia wpadł w alkoholizm, przez pewien czas był bezdomny. Zmarł w domu opieki w wieku 66 lat.